# Leichtkraftrad

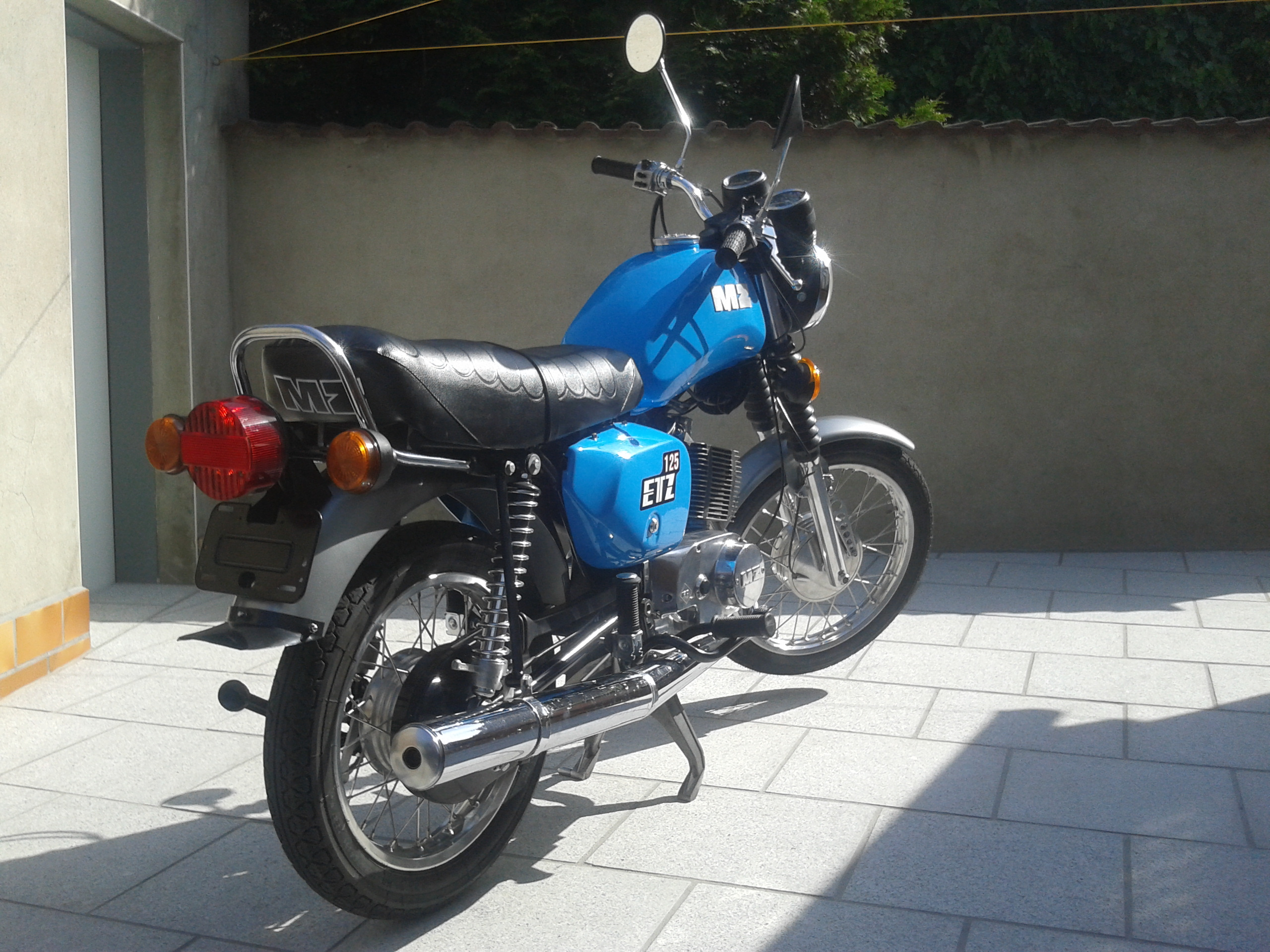
MZ ETZ 125 (in der DDR bis 1991 gebaut)

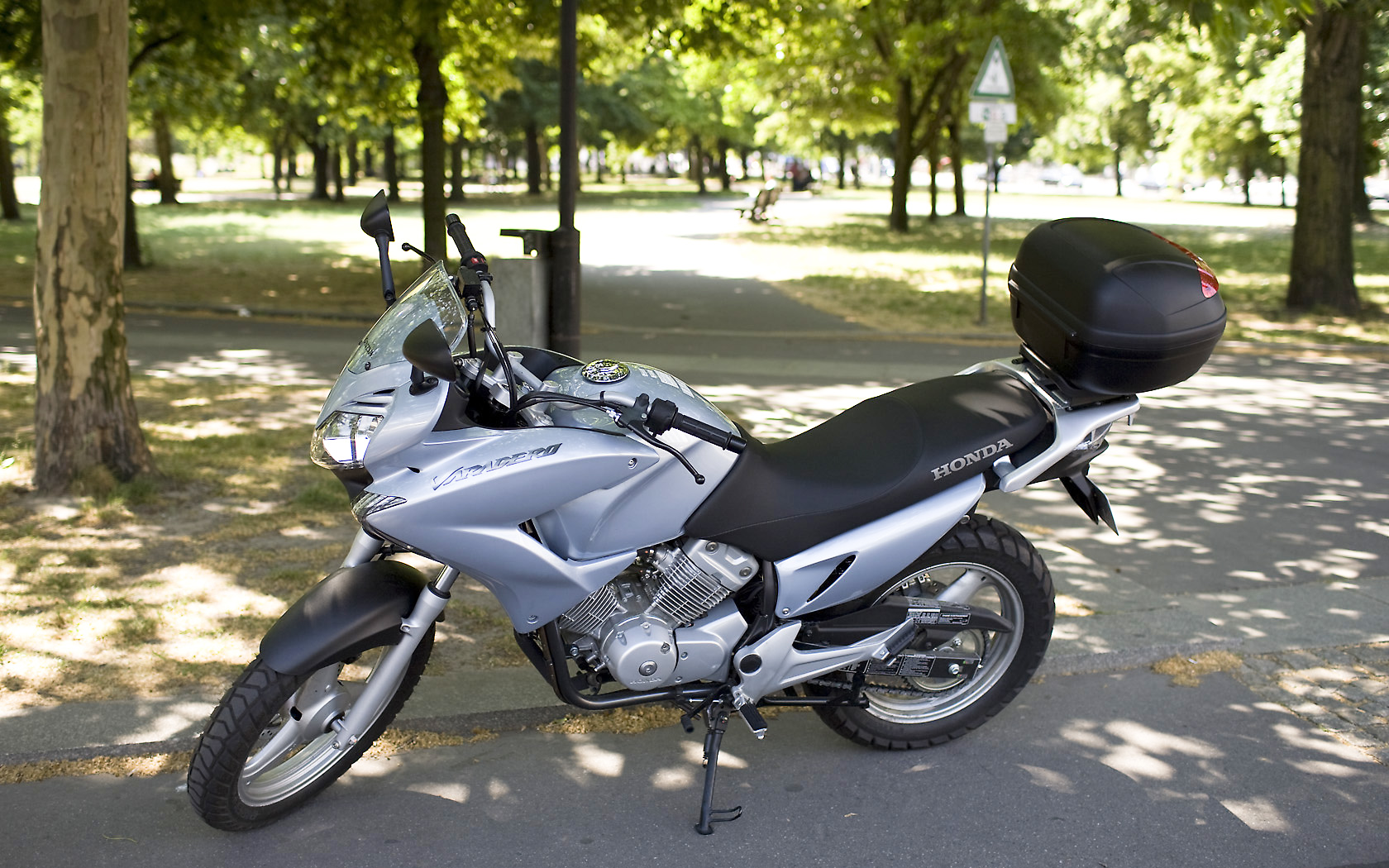
Honda Varadero 125 (2007)

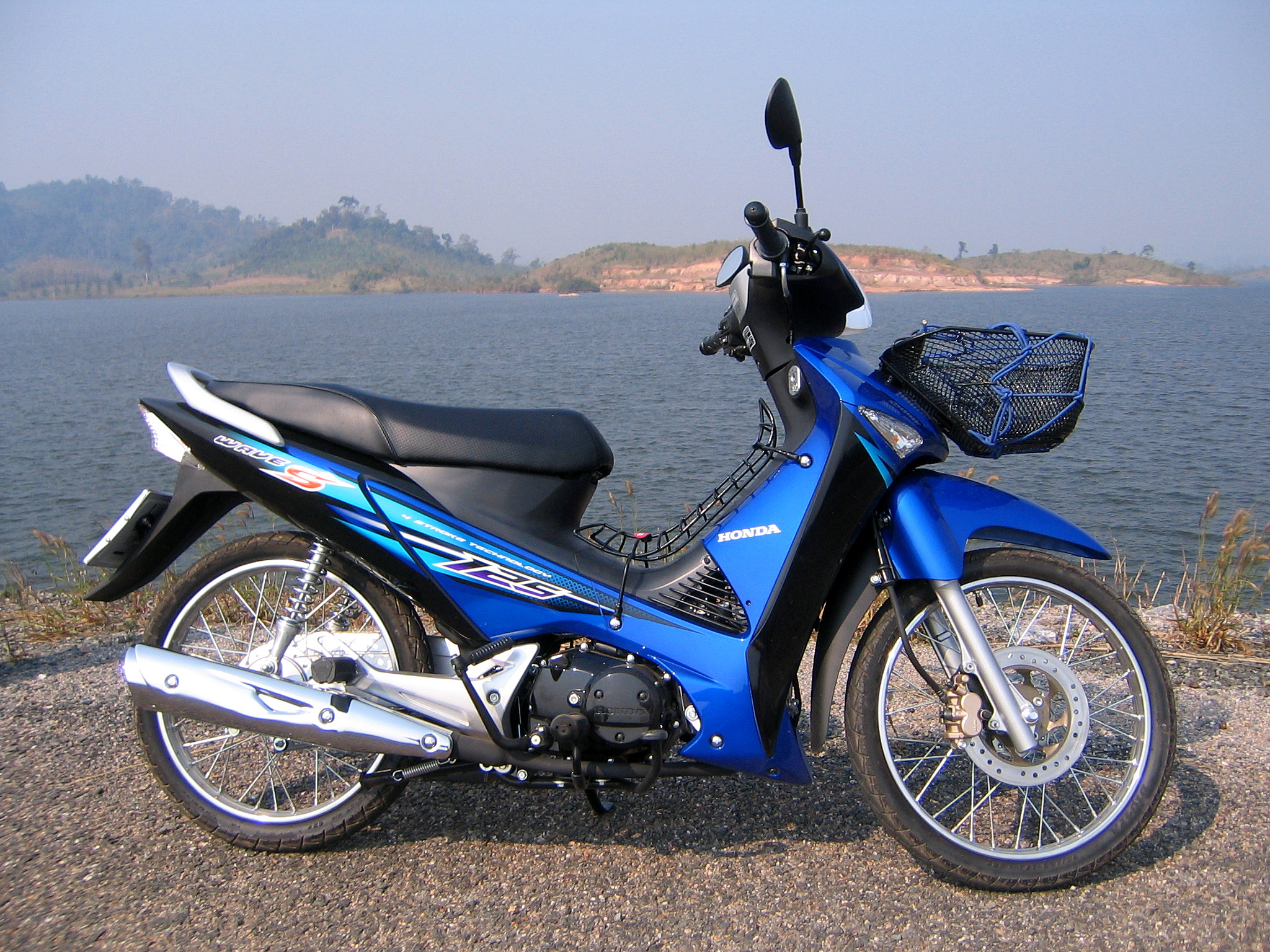
Honda Wave (2007)

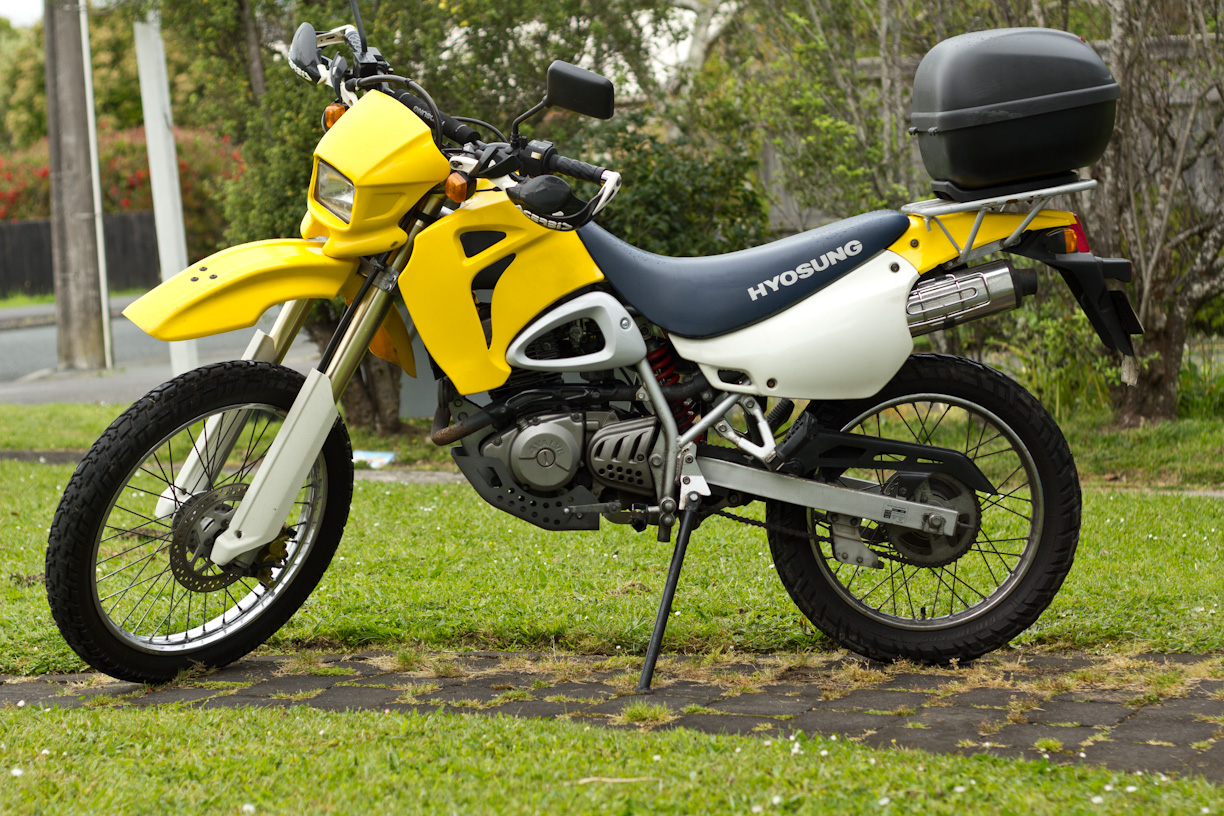
Hyosung XRX 125 (2001)

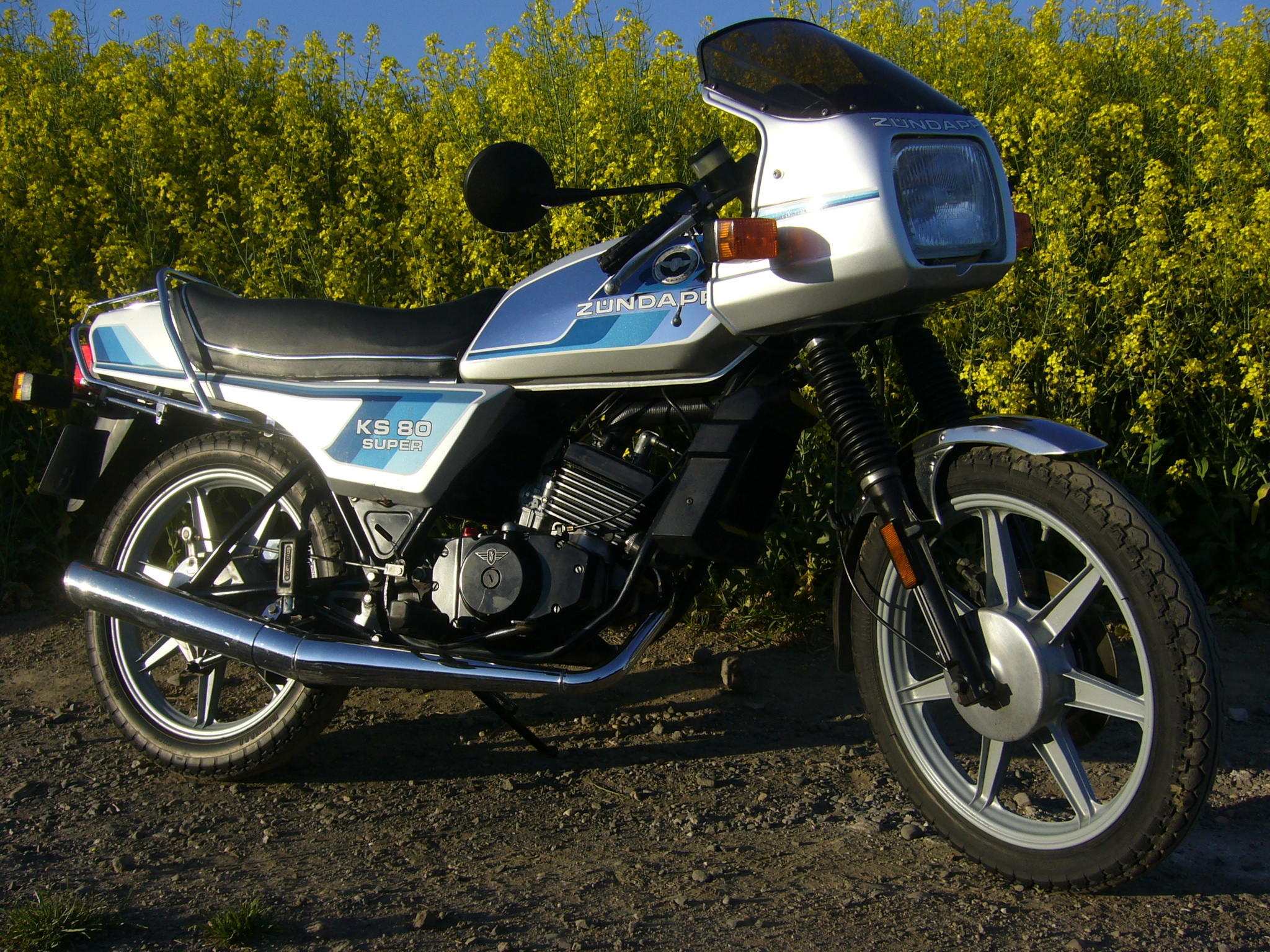
Zündapp Leichtkraftrad KS 80 Super (1983)

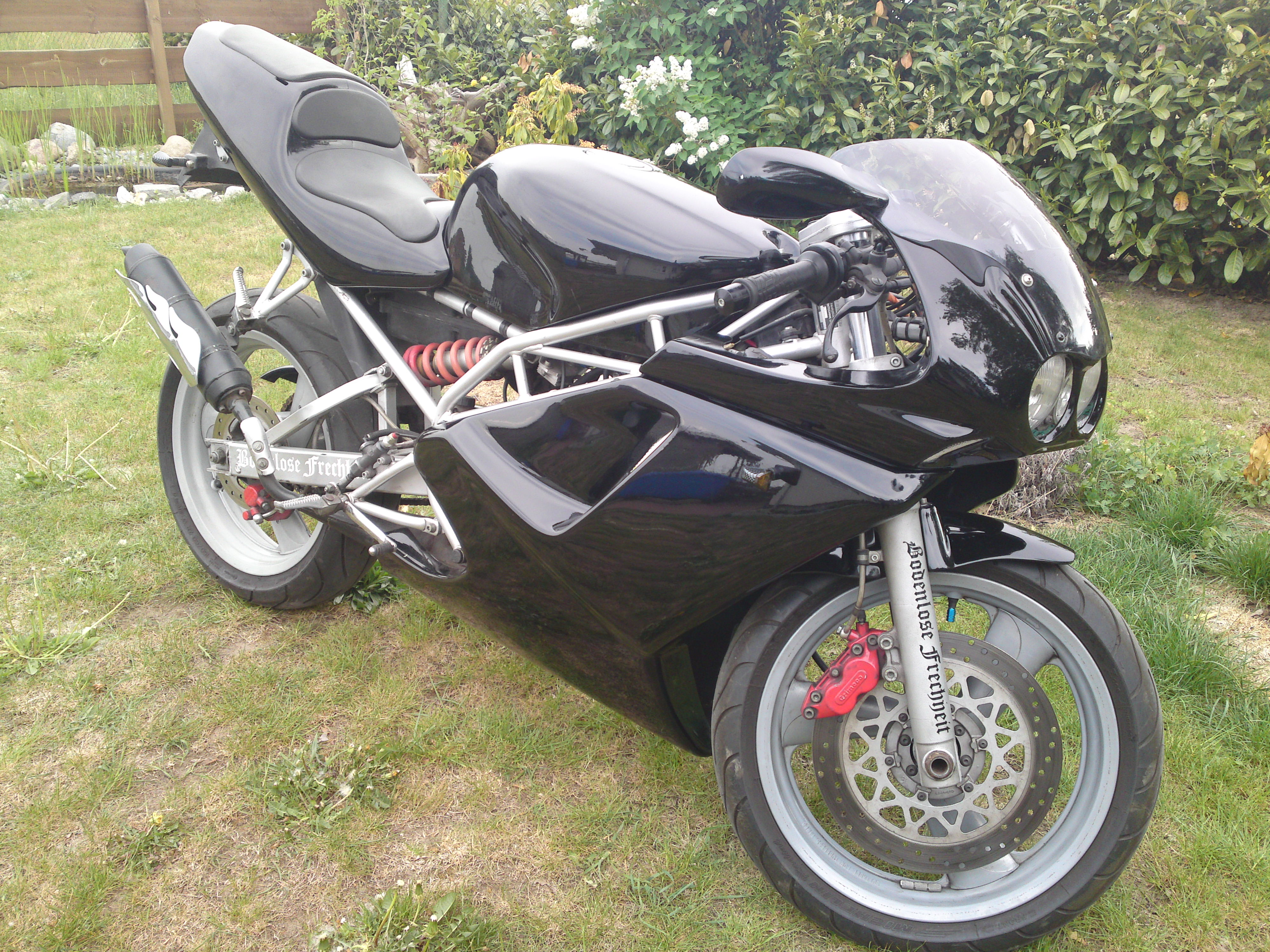
Sachs XTC 125 (2011)

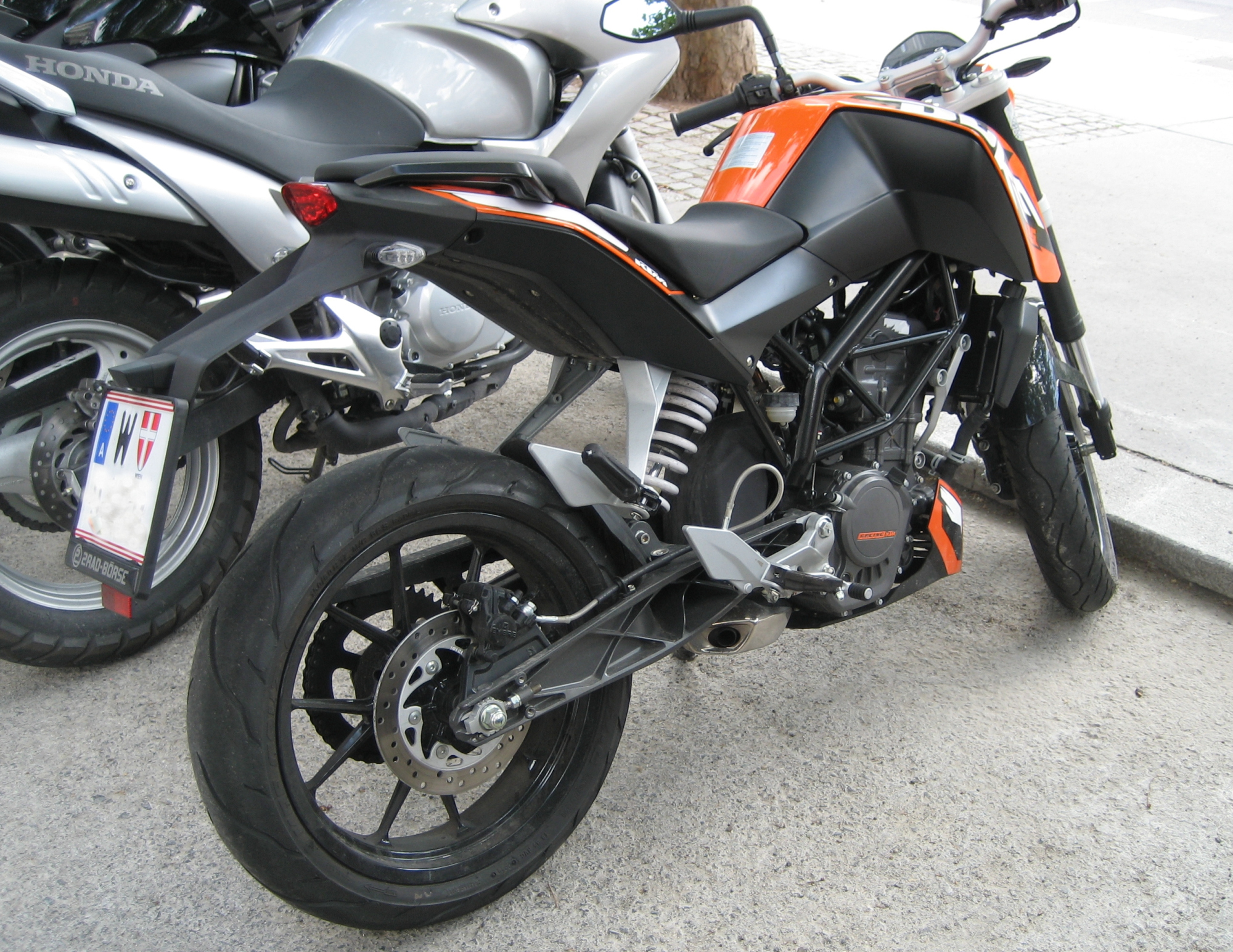
KTM 125 Duke 125 (2011)

Als Leichtkrafträder werden in Deutschland kleine Motorräder mit einem Hubraum von mehr als 50 cm³, aber höchstens 125 cm³ bezeichnet. Hinsichtlich der unteren Hubraumgrenze gelten teilweise abweichende Regelungen.

## Definitionen

### Europa
Nach den EG-Richtlinien 92/61/EWG und 2002/24/EG für die Typgenehmigung von zwei- und dreirädrigen Kraftfahrzeugen werden als Leichtkrafträder im europäischen Rechtskreis Krafträder ohne Beiwagen der EG-Fahrzeugklasse L3e und Krafträder mit Beiwagen der Klasse L4e bezeichnet, wenn sie das Merkmal „B“ (bis 125 cm³, bis 11 kW / 15 PS) der Richtlinie 97/24/EG, Kapitel 7 (Antimanipulation) erfüllen. Im EG-Fahrerlaubnisrecht gelten die gleichen Merkmale.

### Deutschland
Als Leichtkraftrad wird nach der Fahrzeug-Zulassungsverordnung (FZV) vom 1. März 2007, § 2 Nr. 10 ein Kraftrad mit einem Hubraum von mehr als 50 cm³, aber höchstens 125 cm³ definiert. Die Nennleistung darf dabei 11 kW nicht überschreiten. Eine vollständige Angleichung des nationalen Begriffes in der FZV (Zulassungsrecht) an das EU-Recht ist noch nicht gegeben, während das Fahrerlaubnisrecht bereits vollständig an das EG-Recht angepasst wurde (keine 50-cm³-Grenze).
Weiterhin gelten auch die früheren "offenen 50er", die sogenannten „Kleinkrafträder bisherigen Rechts“, als Leichtkraftrad, wenn sie bis zum 31. Dezember 1983 erstmals in Verkehr gekommen sind. Diese wären nach der Begriffsbestimmung im § 2 FZV zwar den Krafträdern (§ 2 Nr. 9 FZV) zuzuordnen, da eine Zuordnung zu den Leichtkrafträdern einen Hubraum von mehr als 50 cm³ voraussetzen würde; nach den Übergangsbestimmungen im § 50 Abs. 1 FZV bleibt jedoch die bis zum 28. Februar 2007 geltende Regelung gültig. Damit bleiben hier die Übergangsbestimmungen im § 72 StVZO zum aufgehobenen § 18 Abs. 2 Nr. 4 lit. a StVZO weiter maßgeblich, die in ihrer zuletzt geltenden Fassung bestimmen, dass die „Kleinkrafträder bisherigen Rechts“ als Leichtkrafträder gelten.
Wer in Deutschland die Fahrerlaubnis der Klasse A1 erwirbt, erhält zusätzlich die Fahrerlaubnis der Klasse AM (Kleinkrafträder bis 45 km/h und Mofa mit 25 km/h).
Leichtkrafträder sind zulassungsfrei (§ 3 Abs. 2 Nr. 1 lit. c FZV) und nach dem Kraftfahrzeugsteuergesetz steuerfrei. Sie müssen ein eigenes amtliches Kennzeichen nach Anlage 4 Abschnitt 1 Abs. 1 FZV führen. Die Größe dieses Kennzeichens ist unabhängig von der Erstzulassung mit einem Größtmaß der Breite von 255 mm und einer fixen Höhe von 130 mm (verkleinertes, zweizeiliges Kennzeichen; ehemaliges „80er“-Kennzeichen; als auch landwirtschaftliche Zugmaschinen). Zulässig sind mittlerweile auch reguläre Motorradkennzeichen mit der Größe 18/20/22 cm × 20 cm. Leichtkrafträder müssen alle zwei Jahre zur technischen Hauptuntersuchung.

## Fahrerlaubnis
Zum Führen eines Leichtkraftrades ist in Deutschland eine Fahrerlaubnis der Klasse 1b oder A1 erforderlich, die ab einem Alter von 16 Jahren erworben werden kann. Zum Führen berechtigt ferner der Führerschein der Klasse 3 oder 4, wenn dieser vor dem 1. April 1980 erworben wurde. Wurde die Fahrerlaubnis der Klasse A1 nach dem 18. Januar 2013 erworben und ist das Leichtkraftrad nach diesem Tag erstmals in Verkehr gekommen, so ist zusätzlich das Leistungsgewicht von 0,1 kW/kg zu beachten. Auf Führerscheinen, die nach dem 18. Januar 2013 ausgestellt wurden, wird der Bestandsschutz mit Verzicht auf die Begrenzung des Leistungsgewichts durch die Schlüsselzahl 79.05 ausgewiesen. Sonst ist für das Führen dieser Fahrzeuge mindestens Klasse A2 erforderlich, bzw. die Fahrzeuge fallen unter die Klasse A2, sofern sie nach dem 18. Januar 2013 erstmals zum Verkehr zugelassen worden sind.
Eine in Großbritannien, Spanien, Italien, Frankreich und anderen Staaten umgesetzte EU-Regelung, welche es Besitzern des regulären Führerscheins der Klasse B erlaubt, Krafträder bis 125 cm³ zu führen, wurde in Deutschland im Dezember 2019 eingeführt. Danach dürfen mit PKW-Führerschein nun auch Leichtkrafträder geführt werden, sofern man diesen seit mindestens 5 Jahren besitzt, mindestens 25 Jahre alt ist und eine prüfungsfreie Fahrerschulung durchlaufen wurde. Anschließend wird die Schlüsselzahl 196 im Führerschein eingetragen, weshalb auch von "Klasse B196" gesprochen wird.
Durch die Umsetzung der dritten EU-Führerscheinrichtlinie in nationales Recht ist der Führerschein Klasse A1 die erste Stufe eines Stufenführerscheins (Motorradführerschein), wobei jedoch zum Klassenaufstieg weiterhin eine praktische Prüfung erforderlich ist.

## Geschichte
Als das Leichtkraftrad am 1. April 1980 in die StVZO eingeführt wurde, galten die Vorgaben: Hubraum bis maximal 80 cm³, Höchstleistung bei einer Nennleistungsdrehzahl von nicht mehr als 6000/min und eine bauartbedingte Höchstgeschwindigkeit von maximal 80 km/h. Zum Führen eines Leichtkraftrades konnte mit Vollendung des 16. Lebensjahres eine Fahrerlaubnis der Klasse 1 beschränkt auf Leichtkrafträder erworben werden. Politisches Ziel der Regelung war es, die als laut und unfallträchtig in Verruf geratenen Kleinkrafträder ohne Geschwindigkeitsbegrenzung (im Volksmund „offene 50er“ genannt) durch Fahrzeuge mit mehr Drehmoment und einem wesentlich niedrigeren Drehzahlniveau zu ersetzen. Davon und von der Beschränkung auf 80 km/h versprach man sich einen Sicherheitsgewinn und erheblich leisere Fahrzeuge. Die Beschränkung auf 80 cm³ ist auf eine Intervention der deutschen Zweiradindustrie zurückzuführen, die fürchtete ihr Quasi-Monopol auf dem Markt zu verlieren. Vor allem japanische Hersteller hatten diverse Modelle mit 100 cm³ und 125 cm³ Hubraum gemäß der schon damals in vielen europäischen, asiatischen und amerikanischen Staaten üblichen Definition eines Leichtkraftrades in ihrem Programm.
Der Führerschein der Klasse 1b wurde in der Umgangssprache „80er-Führerschein“ genannt. Qualitativ hochwertig waren Modelle der deutschen Hersteller Zündapp, Hercules, Kreidler und die Kräder der österreichischen Hersteller Puch und KTM, aber auch Produkte der japanischen Hersteller Yamaha und Honda. Japanische Hersteller boten zunächst einfachere luftgekühlte Versionen an, später folgten leistungsgesteigerte Modelle mit Wasserkühlung. Die führenden deutschen Hersteller dagegen brachten zuerst teure wassergekühlte Modelle auf den Markt und boten erst später luftgekühlte Basismodelle an. Ab 1981 wurden ebenfalls Motorroller mit einem 80-cm³-Motor angeboten. Besonders erfolgreich und beliebt war der 80er-Roller Vespa P 80 X der Marke Piaggio.
Aufgrund der Begrenzung der Nennleistungsdrehzahl auf 6000/min scheiterte 1981 der Versuch von Honda, mit der Honda CY 80 mit einer Leistung von 5,6 PS bei einer Drehzahl von 8000/min – neben den damals üblichen Zweitaktmotoren – ein Modell mit Viertaktmotor zu etablieren. Eine Ausnahmeregelung für die Höchstdrehzahl wurde vom Bundesverkehrsministerium verweigert, obwohl die gemessenen Geräusch- und Leistungswerte der CY 80 unter den marktüblichen Zweitaktern lagen.
Am 14. Februar 1996 wurde der Hubraum für Leichtkrafträder von 80 cm³ auf den heute üblichen Wert von 125 cm³ angehoben und die Leistung auf 11 kW begrenzt, wobei die Begrenzung der Nenndrehzahl entfiel. Kurz darauf wurde auch die Begrenzung der Nenndrehzahl für ehemalige "offene 50er" aufgehoben.
Seit 1. Januar 2017 gilt für neu zugelassene Leichtkrafträder die Abgasnorm Euro 4 (incl. OBD) sowie ein serienmäßiges Antiblockiersystem oder alternativ eine Kombibremse. Die Euro-4-Norm bedeutete das endgültige Aus für den Verkauf von neuen Leichtkrafträdern mit Zweitaktmotor in der EU. Seit 2020 gilt Euro 5 für neue Typzulassungen und ab 2021 für alle Typzulassungen.